# Selle français

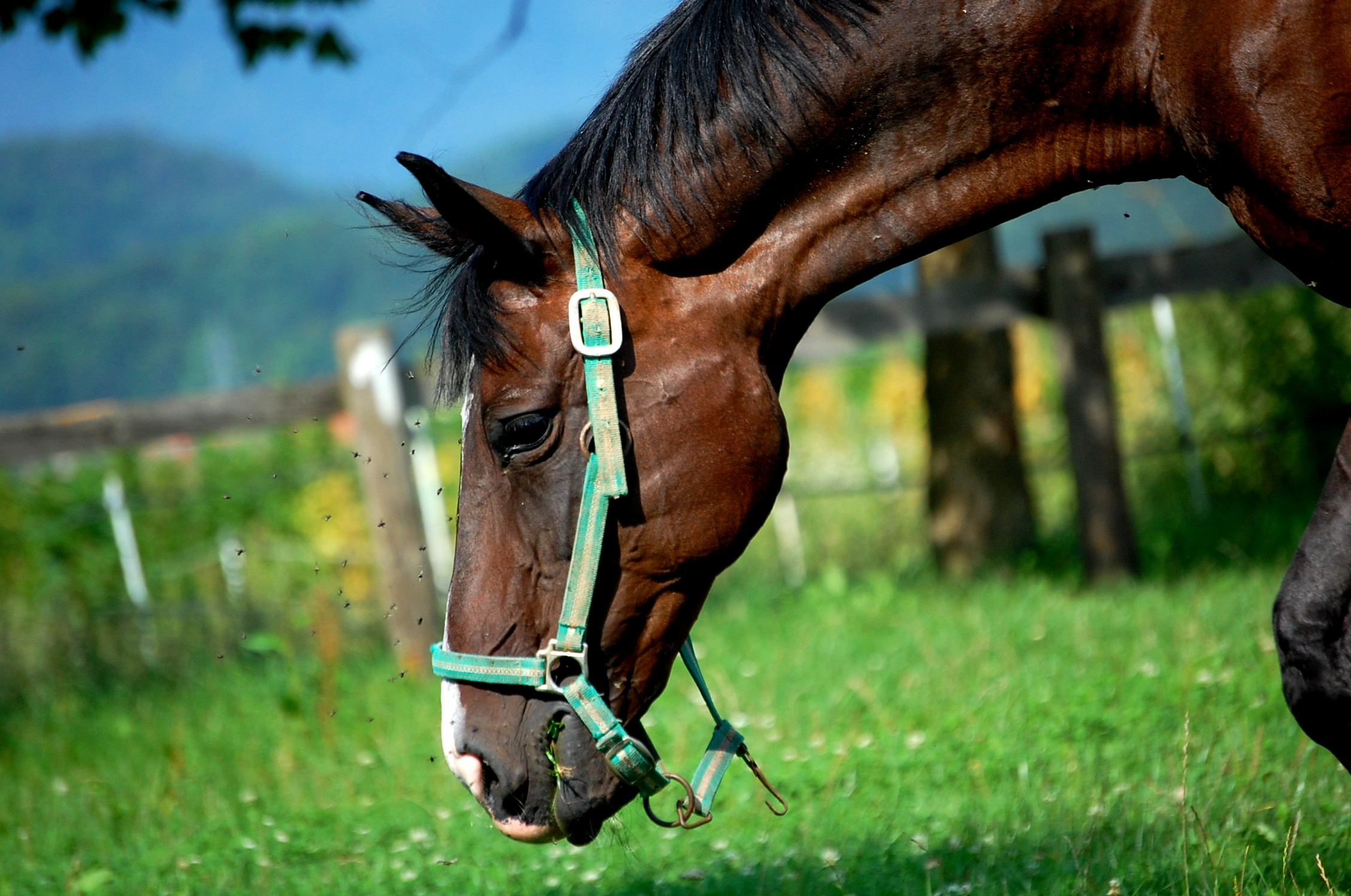
Primo piano della testa di un esemplare di Selle Français

Il selle français, cavallo da sella francese, è uno dei migliori "sangue caldo" da competizione a livello internazionale, utilizzato specialmente nelle gare di salto ostacoli e nel concorso completo. Il selle français è una razza ibrida, erede della razza normanna, originaria della Francia e attualmente diffusa in tutta Europa. La selezione di questa razza è gestita dall’Association Nationale du Selle Français (ANSF), che ne assicura il miglioramento genetico. Il selle français è un cavallo di taglia grande, armonioso, robusto e forte.

## Storia
Il Selle français è un popolare cavallo da sella di origine francese, risultato di una lunga storia di incroci fra diverse razze.
Agli inizi del Settecento in Francia esistevano diverse razze autoctone (Limousin, Charollais, Vandea, Angevin), normalmente influenzate da sangue orientale. In Normandia era presente il Normanno, cavallo pesante da guerra, solido e coraggioso, usato anche come animale da tiro.
Nel 1730 si iniziarono a realizzare i primissimi incroci tra il Normanno e le razze eterogenee locali, dato l’arrivo di cavalli inglesi nell’Haras di Le Pin, in Normandia.
Nel 1811 negli Haras normanni entrarono linee di fondamentale importanza date dal Norfolk Trotter, tra le quali esercitò un peso determinante quella del Young Rattler. Gli incroci più comuni avvenivano fra cavalle usate dai militari o cavalle allevate per tirare le carrozze e gli stalloni di razza. Con l’introduzione del sangue inglese le varietà locali cominciarono a diventare sempre più simili. Ci si avvicinava ad un tipo di meticcio con caratteristiche morfologiche omogenee.
Inizialmente i cavalli da sella francesi venivano per lo più selezionati per l'uso militare. Con l’arrivo della rivoluzione industriale del XX secolo, il cavallo da sella iniziò a evolversi. Gli allevatori inglesi iniziarono a porre maggiore attenzione nell'allevamento di cavalli da sport per cercare di seguire i nuovi bisogni della società. L'utilità del cavallo era oramai limitata al piacere di cavalcare e praticare sport. Questo trend portò alla creazione dello Stud Book del Selle Francais, al quale sono ammessi anche le fattrici selezionate anche se non di razza pura e stalloni Purosangue inglesi, arabi, anglo-arabi e trottatori francesi che abbiano contribuito allo sviluppo dell’attuale tipo.
La creazione del Selle français è stata ufficializzata nel 1958, raggruppando tutte le vecchie razze mezzo-sangue (demi-sang) sparse nelle varie regioni francesi sotto un unico nome. 
La National Association of French Saddle Horses (ANSF) ha ottenuto l'approvazione come associazione di razza nel luglio 2003.
I centri di allevamento più famosi sono l'Haràs de Tarbes e l'Haràs de Pompadour, in Francia.

## Selezione
La razza sella francese è un incrocio di razze francesi, ma la razza si definì nel 1958 con la creazione del libro genealogico o Stud-book.
Fino agli anni settanta si è continuato a perfezionare la specie fino ad ottenere ottimi stalloni per la riproduzione.
Nel 1806 in Francia ci si concentrava sugli allevamenti delle razze purosangue Arabo e Anglo-Arabo, mentre in Normandia si iniziò ad allevare una nuova specie l'Anglo-Normanno. Da questa specie vennero allevati soggetti con particolari caratteristiche morfologiche (anche se non diventarono razze): il Carrozziere, scomparso, il Cub, cavallo da tiro leggero dal quale poi nacque il trottatore francese, e il cavallo da sella. Nel 1949 fu creato il libro genealogico del Normanno.
Per essere inserito nel libro genealogico il cavallo deve avere almeno un genitore sella francese.
I maschi candidati allo stallone riproduttore della specie devono seguire un ciclo di selezione; devono passare davanti ad un comitato di approvazione che richiede specifici caratteri in base a: età, razza e nazionalità dei candidati. Quelli di qualificazione invece si basano su: modello, passi, prestazione e indici (ISO, BLUP).

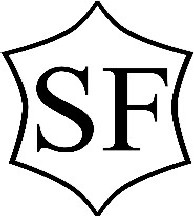
Marchiatura

Le fattrici francesi di questa razza hanno diverse origini: purosangue, AQPS, pura anglo-araba o incrocio e cavalle trottatori francesi. Fattrici di cavallo da sella dall'incrocio di due allevatori di sella francese e cavalli da sella di razza straniera riconosciuta dall'Unione Europea. Giumente arabe, cavalli da sella o origini accertate che hanno ottenuto nelle competizioni equestri (salto ostacoli, concorso completo, dressage) a livello individuale un indice maggiore o uguale a 110. Alcune attribuzioni particolari sono date alle fattrici situate nei territori d'oltremare francesi e che non hanno accesso agli indici della concorrenza. Le fattrici con queste caratteristiche sono considerate con fattore di Selle français.

## Caratteristiche generali
Il Selle français è in realtà un ibrido e non esiste, quindi, uno standard ufficiale di questa razza. Gli allevatori si sono preposti come obiettivo quello di produrre un esemplare con un buon modello e che rispetti le richieste del mercato sportivo equestre.
Mediamente questa razza può raggiungere un peso di 450-600 kg e un’altezza che varia dai 160 ai 170 cm al garrese ma si possono trovare esemplari più piccoli (come il celebre Jappeloup, alto appena 158 cm, che sotto la sella di Pierre Durand jr., conquistò la medaglia olimpica a Seul nel 1988) o più grandi. Si possono distinguere cinque tipologie: tre di tipo medio e due di tipo pesante. Il tipo medio presenta una taglia piccola (fino a 160 cm), una taglia media (161-163 cm) e una taglia grande (oltre i 164 cm); mentre il tipo pesante può essere di taglia piccola (fino a 162 cm) o di taglia grande (superiore ai 163 cm). 
Il Selle Français è un cavallo di tipo meso-dolicomorfo, presenta una buona struttura ossea e una buona muscolatura. La testa è leggera con un profilo rettilineo, alla quale sono attaccate orecchie lunghe. In alcuni esemplari la sporgenza della fronte lascia trasparire influssi orientali. Il collo è abbastanza lungo e con una buona attaccatura, il garrese è lungo e sporgente, la linea dorso-lombare è rettilinea con una groppa lunga, muscolosa e un po' inclinata, il torace è largo e profondo con la spalla lunga e obliqua. Gli arti sono solidi, dotati di una buona muscolatura e articolazioni asciutte, gli stinchi sono brevi con tendini staccati, il piede è ben conformato, solido e duro. I mantelli più diffusi sono il sauro e il baio ma si possono riscontrare anche il grigio e il morello; sono esclusi i mantelli pezzati.
Attualmente, i puledri appartenenti alla razza possono avere per padre un Selle français, un Purosangue inglese, un Arabo, un Anglo-arabo o un trottatore francese.

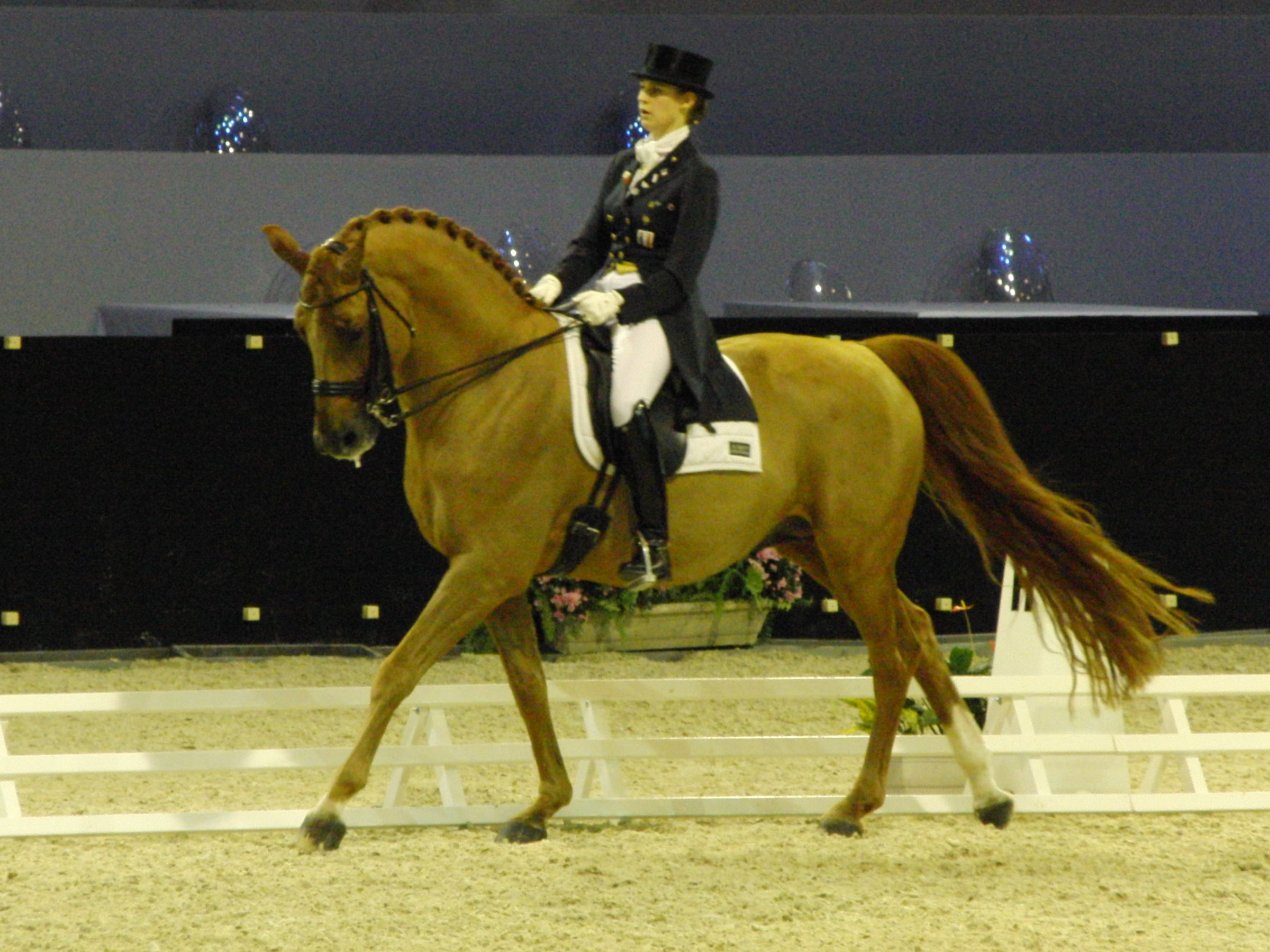
Camille Cheret Judet e Mister Grand Champ, stallone Selle français - gara di dressage, Coppa di Parigi

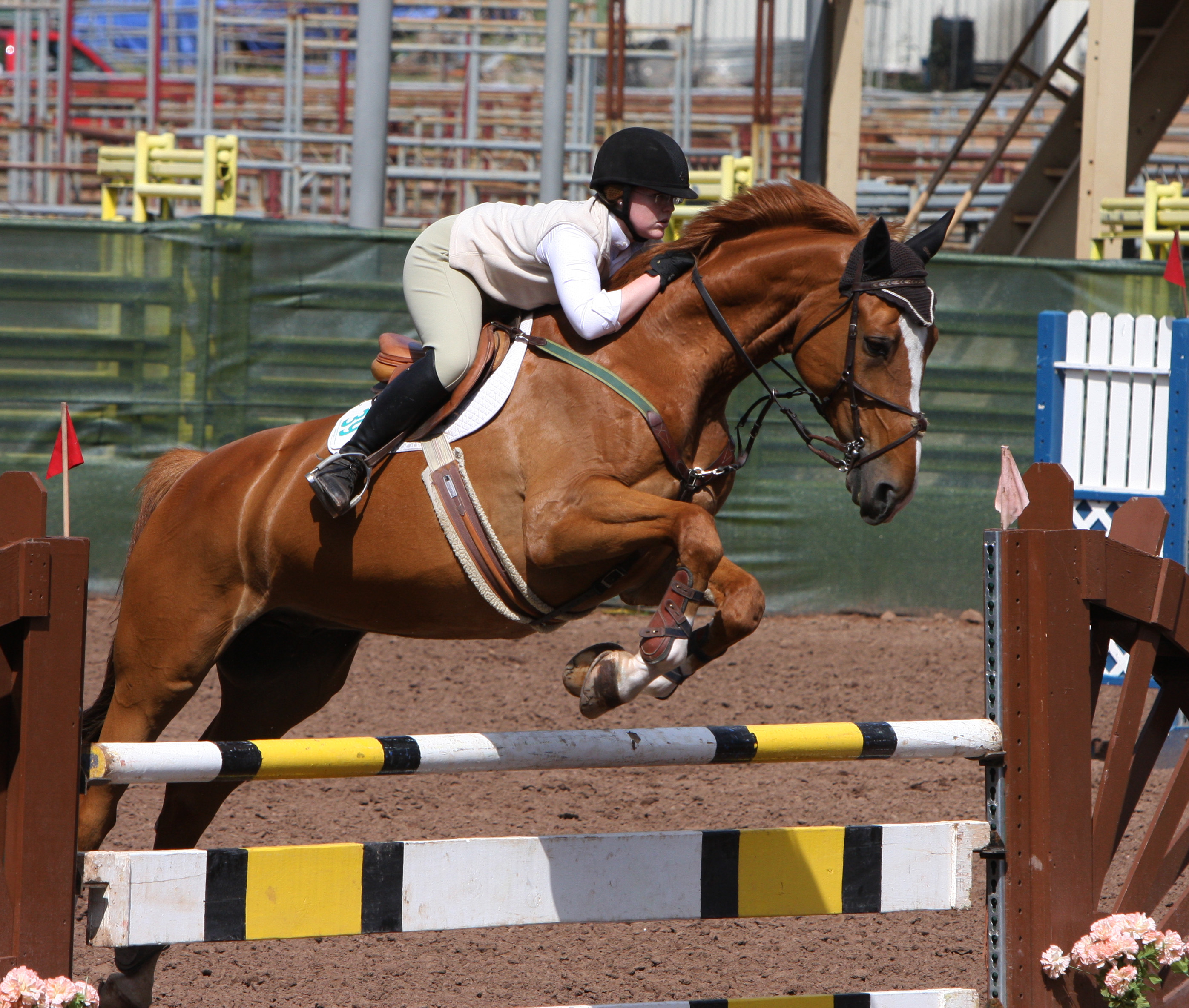
TATABRA KOJAK (Selle Français) e Laureen McKenzie immortali durante un salto

## Attitudini
La razza si distingue maggiormente nel salto ostacoli e nel completo di equitazione (nel dressage la scena è ancora prevalentemente padroneggiata da cavalli tedeschi e olandesi); tuttavia ciò non toglie che il selle français si riveli anche un piacevole compagno per l'equitazione di campagna.
La sua velocità e il suo rigore, ereditati dal Purosangue, gli consentono di garantire delle buone prove durante le discipline.
Grazie a questa qualità, il selle français fa parte di molte delle squadre internazionali di salto ostacoli, sia in Francia che all'estero.
Nel dressage, il selle français ha progressivamente scalato le vette. Non privo di qualità per la disciplina, deve comunque affrontare una forte concorrenza da parte dei cavalli del Nord Europa, che generalmente hanno una maggiore attitudine per le diverse andature. Inoltre, i francesi spesso orientano i loro cavalli verso il salto ostacoli, una disciplina più popolare e a tratti redditizia, privando, a volte, di buoni cavalli il circuito del dressage.
All'interno dell'Institut français du cheval et de l'équitation, dell'École nationale d'équitation e del  Cadre noir si usa una cavalleria composta principalmente da cavalli da sella francese. I giovani cavalli, selezionati in base alle loro qualità e attitudini, una volta completato l'addestramento, assicurano una buona scuola agli studenti degli istituti, accompagnandoli ad alti livelli. I cavalli che partecipano alle esibizioni del Cadre noir sono scelti all'età di tre anni in base alle loro capacità.
Sulla scena internazionale, il selle français risulta anche un ottimo cavallo da guida, da trekking e per discipline acrobatiche come il volteggio.
Tra i molti campioni appartenenti alla razza che hanno calcato i più prestigiosi campi di gara di tutto il mondo possiamo ricordare: Jus de Pomme, Almè (uno dei più grandi razzatori), il piccolo Dilème de Cephe che con Bruno Brucqscault ha partecipato a molte competizioni internazionali e ancora il grande stallone Baloubet du Rouet sotto la sella di Rodrigo Pessoa.

## Diffusione e consistenza
Grazie ad un elevato uso della fecondazione artificiale (80%); il cavallo da sella francese è diffuso non solo in tutta la Francia ma anche in molte altre nazioni infatti, oltre al libro genealogico francese esistono libri genealogici per questa razza anche negli Stati Uniti e nel Regno unito mentre Brasile, Argentina e Marocco hanno delle sezioni a parte del libro genealogico tenuto dall'associazione francese.
In Francia si contano 6345 proprietari di cui la maggior parte (4443) detiene una sola fattrice. Le fattrici sono 9983 e gli stalloni in attività 511, i puledri nati nel 2019 sono 6426.
I centri di allevamento sono 3688, di questi 3160 allevano meno di 3 capi di razza Selle français.